# 草问荆
草問荊（学名：Equisetum pratense），又名馬鬍鬚，是一種木賊屬植物。

## 特性
草問荊是隱芽植物，可以生長達10-30厘米。發芽枝及不孕枝會同時長出。不孕枝呈黃褐色。當孢子成熟後，會像發芽枝從枝上生出分支。發芽枝呈草綠色，枝端經常向下彎曲。枝子是中空的。
孢囊呈深色及長15-40毫米。於每年的5月至6月會生出孢子。

## 分佈及種植地
草問荊廣泛分佈在近極地地區，由亞子午線至全北區都會生長。在歐洲中部，它們分佈在德國北部及阿爾卑斯山東部，在西部則較為稀少。在德國的一些地區，它們正面臨消失的威脅。它們在奧地利也較為稀少，並且分佈至捷克的邊境及阿爾卑斯山南部。
草問荊生長在潮濕的森林中。它們由山區至亞高山海拔都有生長。